# محمد شمیس
محمد شمیس (انگلیسی: Mohamed Shemais؛ زاده نامشخص – درگذشته ۱۵ سپتامبر ۱۹۷۶) بازیکن فوتبال اهل مصر بود.
وی همچنین در تیم ملی فوتبال مصر بازی کرده‌است.